# ダイヤモンド・ゲームス
ダイヤモンド・ゲームス（Diamond Games）は、ベルギー・アントワープで開催されていたWTAテニストーナメントである。2002年から2008年まではプロクシムス・ダイヤモンド・ゲームス（Proximus Diamond Games）として開催されていた。2014年までパリで開催されていたGDFスエズ・オープンに替わり2015年からBNPパリバ・フォルティス・ダイヤモンド・ゲームス（BNP Paribas Fortis Diamond Games）として復活したが、1年で終了しロシア・サンクトペテルブルクのサンクトペテルブルク・レディース・トロフィーに移行した。トーナメントディレクターはキム・クライシュテルスが務めていた。

## 大会歴代優勝者

### シングルス
| 年      | 優勝者                   | 準優勝者                       | 決勝結果      |
| ------- | ------------------------ | ------------------------------ | ------------- |
| 1999    | ジュスティーヌ・エナン   | サラ・ピトコフスキ             | 6–1, 6–2      |
| 2000    | アマンダ・クッツァー     | クリスティナ・トレンス・バレロ | 4–6, 6–2, 6–3 |
| 2001    | バーバラ・リットナー     | クララ・クーカロバ             | 6–3, 6–2      |
| 2002    | ビーナス・ウィリアムズ   | ジュスティーヌ・エナン         | 6–3, 5–7, 6–3 |
| 2003    | ビーナス・ウィリアムズ   | キム・クライシュテルス         | 6–2, 6–4      |
| 2004    | キム・クライシュテルス   | シルビア・ファリナ・エリア     | 6–3, 6–0      |
| 2005    | アメリ・モレスモ         | ビーナス・ウィリアムズ         | 4–6, 7–5, 6–4 |
| 2006    | アメリ・モレスモ         | キム・クライシュテルス         | 3–6, 6–3, 6–3 |
| 2007    | アメリ・モレスモ         | キム・クライシュテルス         | 6–4, 7–6(4)   |
| 2008    | ジュスティーヌ・エナン   | カリン・クナップ               | 6–3, 6–3      |
| 2009-14 | 開催なし                 | 開催なし                       | 開催なし      |
| 2015    | アンドレア・ペトコビッチ | カルラ・スアレス・ナバロ       | 不戦勝        |

### ダブルス
| 年      | 優勝者                                                    | 準優勝者                                              | 決勝結果         |
| ------- | --------------------------------------------------------- | ----------------------------------------------------- | ---------------- |
| 1999    | カタリナ・スレボトニク ローラ・ゴラルサ                   | ルイーズ・プレミング メガン・ショーネシー             | 6–4, 6–2         |
| 2000    | サビーネ・アペルマンス キム・クライシュテルス             | ジェニファー・ホプキンス ペトラ・ランプレ             | 6–1, 6–1         |
| 2001    | エルス・カレンズ ビルヒニア・ルアノ・パスクアル           | クリスティ・ボーグルト ミリアム・オレマンス           | 6–3, 3–6, 6–4    |
| 2002    | マグダレナ・マレーバ パティ・シュナイダー                 | ナタリー・ドシー メイレン・ツー                       | 6–3, 6–7(3), 6–3 |
| 2003    | キム・クライシュテルス 杉山愛                             | ナタリー・ドシー エミリー・ロワ                       | 6–2, 6–0         |
| 2004    | カーラ・ブラック エルス・カレンズ                         | ミリアム・カサノバ エレニ・ダニリドゥ                 | 6–2, 6–1         |
| 2005    | カーラ・ブラック エルス・カレンズ                         | アナベル・メディナ・ガリゲス ディナラ・サフィナ       | 3–6, 6–4, 6–4    |
| 2006    | ディナラ・サフィナ カタリナ・スレボトニク                 | ステファニー・フォレッツ ミハエラ・クライチェク       | 6–1, 6–1         |
| 2007    | カーラ・ブラック リーゼル・フーバー                       | エレーナ・リホフツェワ エレーナ・ベスニナ             | 7–5, 4–6, 6–1    |
| 2008    | カーラ・ブラック リーゼル・フーバー                       | クベタ・ペシュケ 杉山愛                               | 6–1, 6–3         |
| 2009-14 | 開催なし                                                  | 開催なし                                              | 開催なし         |
| 2015    | アナベル・メディナ・ガリゲス アランチャ・パラ・サントンハ | アン＝ソフィー・メスタフ アリソン・バン・アイトバンク | 6–4, 3–6, [10–5] |